# Jacques Burel
Pour les articles homonymes, voir Burel.
Jacques Burel est un peintre français né le 11 avril 1922 à Oissel, dans le département de la Seine-Maritime, et mort le 28 septembre 2000 à Landivisiau.

## Biographie
Jacques Burel passe une partie de son enfance à Landivisiau, ville d'où sont originaires ses parents. Jouant dans les bois de Coat-Meur, il y trouve le goût des natures intactes.
Entre 1941 et 1943, il est instituteur intérimaire dans l'académie de Rouen et il passe dans la clandestinité en 1943-1944 car il est réfractaire au Service du travail obligatoire, se cachant à Landivisiau et en profite pour faire des centaines de croquis sur le monde rural. En 1945, il rend visite à Mathurin Méheut, qu'il admire et passe le mois de juillet à Ouessant. L'île semble alors hors du temps et Jacques Burel va trouver dans les traditions encore intactes des insulaires une source d'inspiration, croquant moissons à la faucille, battages au fléau, portraits de femmes, scènes de cimetière, jardins bordés de murs de pierres sèches, scènes de pêche, etc. ; il revient faire un séjour dans l'île l'année suivante. 
À la fin de la Seconde Guerre mondiale, il va à Paris préparer un professorat de dessin ; il est reçu en 1947 et est nommé à Alger en 1949 au lycée Émile-Félix Gautier où il reste jusqu'en 1961. Il habite alors à l'hôtel Saint-Saëns, rue Valentin à Alger. Son arrivée au lycée est ainsi décrite par l'une des élèves :

« Il y arrivait de sa démarche déjantée, en pantalon de velours côtelé de couleur tabac, comme ses doigts, souvent en battle-dress, et s'ouvrait un chemin d'un geste bon enfant dans la foule des petits se pressant au portail de verre. Pour les autres professeurs, par respect surtout mêlé de crainte, les élèves s'écartaient instinctivement pour les laisser passer. C'était là toute la différence, Burel était un camarade, (...) ses élèves ignoraient quelle chance nous avions d'avoir pour maître un si grand artiste ». »

En Algérie, il montre ses premières œuvres dans diverses expositions, en particulier celle organisée en 1961 par Edmond Charlot à la galerie Comte-Tinchant et participe la même année à la présentation collective du « groupe des 7 » à la Galerie Romanet (André Cardona, JAR Durand, Sauveur Galliéro, Jean Simian, René Sintès, Freddy Tiffou et le sculpteur Henri Chouvet). En 1958, il reçoit le "Grand Prix artistique de l'Algérie".
Voici un extrait d'un article publié dans un journal algérien en cette occasion :

« Issu de l'école de Gruber, et non sans parenté avec le Bernard Buffet de l'époque blanche, il s'en est de plus en plus séparé par l'affirmation de sa propre personnalité, par une spiritualité typiquement bretonne s'exprimant toujours par des moyens plastiques (subtilité de la matière, finesse nuancée de la couleur, maîtrise de la composition) qui marquent non seulement la peinture religieuse qui l'a parfois sollicité, mais également ses beaux paysages, ses portraits, ses natures mortes. »

De 1962 à 1987, il enseigne au lycée Turgot à Paris, puis prend sa retraite de l'enseignement. En 1989, il achète en indivision avec son frère et sa sœur la maison de sa tante Fine, 45, avenue de Coat-Meur à Landivisiau.

## Œuvres
Son œuvre artistique peut être divisée en deux grandes périodes : avant 1975, elle est figurative, et après 1975, sa peinture s'oriente peu à peu vers l'abstraction.
- Sculptures
  - Sainte-Thérèse de l'Enfant-Jésus (sculpture dans une poutre de chêne, 1944).
- Tableaux et des peintures à l'huile, vers 1970 (Oncle du peintre, Quimper, musée départemental breton).
  - Les moissons (fusain, Quimper, musée départemental breton).

Un exemple d'œuvre abstraite est consultable sur un site Internet.
- Livres :
  - 1984 : Ouessant, vie et tradition d'une île bretonne, éditions de l'Estran, Douarnenez [ (ISBN 2-903707-09-X)][7].
  - 1995 : De ronce et de froment.

Le Musée départemental breton de Quimper a acquis, bénéficiant d'un don, la majeure partie de l'œuvre de Jacques Burel consacrée à la Bretagne, œuvre ethnographique qui illustre le monde rural breton des décennies 1930 et 1940. Jacques Burel, au début de sa carrière artistique, avait saisi toute l'importance documentaire de son travail d'alors, notant avec précision les gestes des champs, les détails d'un moulin, la forme exacte des casiers, le détail du mécanisme du gui à rouleau, etc. « Tout donc me paraissait beau, à la fois nouveau et antique, en tout cas précieux et à noter de toute urgence comme tout ce qui est menacé »  a-t-il dit.
Le Musée départemental breton lui a consacré une exposition. Dans le texte de présentation de cette exposition, il est écrit :

« Il était demeuré sa vie durant marqué par les séjours passés dans son enfance chez ses grands-parents à Landivisiau et à Rosporden. Avant de se tourner, au début des années 1960, vers l'abstraction; son œuvre tout entière fut consacrée à rendre compte d'un monde rural auquel il était profondément attaché. Effectués entre 1940 et 1970, les 150 dessins présentés par le musée constituent un exceptionnel et émouvant témoignage, documentaire et artistique, sur la vie des paysans du Finistère. »

Jacques Burel a aussi légué sa collection d'art populaire et une partie de sa production artistique (dessins, peintures sur papier, etc.) au musée des Jacobins de Morlaix qui a créé un "fonds Jacques Burel", et qui consacre une exposition en 2011 au fonds Jacques Burel, par Fernande Petitdemange.
Dans les années 1990, Jacques Burel a fait don au Musée national de l'Éducation de 3403 travaux d'arts plastiques de ses élèves du lycée Gautier d'Alger et du lycée Turgot de Paris.
La ville de Landivisiau lui a consacré, à l'espace culturel Lucien Prigent, une exposition en 2010, intitulée "Hommage à Jacques Burel : Scènes de vie en pays léonard".

## Ouvrages consacrés à Jacques Burel
- Françoise Foucher :Jacques Burel, témoin de la vie paysanne en Bretagne, Coop Breizh, 2005, 144 pages  (ISBN 978-2-84346-261-0)[11].